# Isau Ogunkunle
Isau Ogunkunle (10 de febrero de 1986) es un deportista nigeriano que compite en tenis de mesa adaptado. Ganó una medalla de bronce en los Juegos Paralímpicos de París 2024, en la prueba individual (clase MS4).

## Palmarés internacional
| Juegos Paralímpicos | Juegos Paralímpicos | Juegos Paralímpicos | Juegos Paralímpicos |
| Año                 | Lugar               | Medalla             | Prueba              |
| ------------------- | ------------------- | ------------------- | ------------------- |
| 2024                | París (Francia)     | Medalla de bronce   | Individual MS4      |